# إدوينا بارتولوميو
إدوينا بارتولوميو (بالإنجليزية: Edwina Bartholomew)‏ هي صحفية أسترالية، ولدت في 5 يوليو 1983 في وايللا في أستراليا.